# Пісочник рудоголовий
Пісочник рудоголовий (Charadrius ruficapillus) — вид сивкоподібних птахів родини сивкових (Charadriidae).

## Поширення
Вид гніздиться в Австралії та на острові Тимор. Як бродячий птах трапляється в Новій Зеландії, хоча у 1950—1980 роках там спостерігали його гніздування. Населяє лимани, затоки, пляжі, піщані та мулисті рівнини, внутрішні солончакові водно-болотні угіддя.

## Спосіб життя
Харчується здебільшого дрібними безхребетними, особливо молюсками, ракоподібними та хробаками.